# アシュリー・フィンク
アシュリー・フィンク（Ashley Fink、1986年11月20日 - ）はアメリカ合衆国の女優である。テレビドラマ『Glee』のローレン役で知られている。

## 来歴
テキサス州ヒューストンにて誕生。4歳の時、学芸会にて主役に抜擢される。家族とロサンゼルスに引っ越して以降演技に興味を持ち芸術高校に進学。高校で『オズの魔法使い』などの舞台に立つ。高校時代は苛めにもあったが、それで挫ける事はなかったと言う。
2006年に映画"Fat Girls"に出演する為ハリウッドにやってくる。テレビシリーズ『Glee』にはシーズン1からゲストで出演し、シーズン2にカートの穴埋めとしてグリーのメンバーとなる。第3シーズンの初めで降板となった。

## おもな出演作品

### 映画
| 公開年 | 邦題 原題                                                        | 役名     | 備考       |
| ------ | ---------------------------------------------------------------- | -------- | ---------- |
| 2004   | The Wedding Video                                                |          |            |
| 2006   | Fat Girls                                                        | サブリナ |            |
| 2008   | Hacket                                                           | グレイス | テレビ映画 |
| 2010   | All About Evil                                                   | ロリータ |            |
| 2010   | You Again                                                        | サンデイ |            |
| 2011   | glee/グリー ザ・コンサート 3Dムービー Glee: The 3D Concert Movie | ローレン |            |